# Ken Fletcher
Kenneth Norman «Ken» Fletcher (Brisbane, 15 de juny de 1940 − Brisbane, 11 de febrer de 2006) fou un tennista australià que va destacar en els esdeveniments de dobles masculins i dobles mixts.
Fou el primer tennista masculí en completar el Grand Slam pur en dobles mixts l'any 1963 ja que va conquerir tots quatre títols de Grand Slam el mateix any, sempre al costat de la seva compatriota Margaret Court. Malgrat destacar en dobles, també va disputar una final de Grand Slam individual, nou finals de dobles masculins amb dos títols, i onze finals de dobles mixts aconseguint el títol en deu d'elles.

## Biografia
Fill de Norm i Ethel Fletcher, va assistir a l'escola St Laurence's College i de ben petit es va interessar pel tennis. Va morir amb 65 anys a causa d'un cancer, i fou enterrat al Mount Gravatt Lawn Cemetery de Brisbane.
Al gener de 2012 va entrar a l'Australian Tennis Hall of Fame, i l'any següent es va erigir un bust en el seu honor en els jardins del Queensland Tennis Centre.

## Torneigs de Grand Slam

### Individual: 1 (0−1)
| Resultat  | Núm. | Any  | Campionat                | Oponent     | Marcador      |
| --------- | ---- | ---- | ------------------------ | ----------- | ------------- |
| Finalista | 1.   | 1963 | Australian Championships | Roy Emerson | 3−6, 3−6, 1−6 |

### Dobles masculins: 9 (2−7)
| Resultat  | Núm. | Any  | Campionat                    | Parella       | Oponents                     | Marcador                  |
| --------- | ---- | ---- | ---------------------------- | ------------- | ---------------------------- | ------------------------- |
| Finalista | 1.   | 1963 | Australian Championships     | John Newcombe | Bob Hewitt Fred Stolle       | 2−6, 6−3, 3−6, 6−3, 3−6   |
| Finalista | 2.   | 1964 | Australian Championships (2) | Roy Emerson   | Bob Hewitt Fred Stolle       | 4−6, 5−7, 6−3, 6−4, 12−14 |
| Guanyador | 1.   | 1964 | Internationaux de France     | Roy Emerson   | John Newcombe Tony Roche     | 6−3, 6−4                  |
| Finalista | 3.   | 1964 | Wimbledon                    | Roy Emerson   | Bob Hewitt Fred Stolle       | 5−7, 9−11, 4−6            |
| Finalista | 4.   | 1965 | Internationaux de France     | Bob Hewitt    | Roy Emerson Fred Stolle      | 8−6, 3−6, 6−8, 2−6        |
| Finalista | 5.   | 1965 | Wimbledon (2)                | Bob Hewitt    | John Newcombe Tony Roche     | 5−7, 3−6, 4−6             |
| Guanyador | 2.   | 1966 | Wimbledon                    | John Newcombe | William Bowrey Owen Davidson | 6−3, 6−4, 3−6, 6−3        |
| Finalista | 6.   | 1967 | Internationaux de France (2) | Roy Emerson   | John Newcombe Tony Roche     | 3−6, 7−9, 10−12           |
| Finalista | 7.   | 1967 | Wimbledon (3)                | Roy Emerson   | Bob Hewitt Frew McMillan     | 2−6, 3−6, 4−6             |

### Dobles mixts: 11 (10−1)
| Resultat  | Núm. | Any  | Torneig                      | Parella        | Oponents                         | Marcador      |
| --------- | ---- | ---- | ---------------------------- | -------------- | -------------------------------- | ------------- |
| Guanyador | 1.   | 1963 | Australian Championships     | Margaret Smith | Lesley Turner Bowrey Fred Stolle | 6−4, 6−4      |
| Guanyador | 2.   | 1963 | Internationaux de France     | Margaret Smith | Lesley Turner Bowrey Fred Stolle | 6−1, 6−2      |
| Guanyador | 3.   | 1963 | Wimbledon                    | Margaret Smith | Darlene Hard Bob Hewitt          | 11−9, 6−4     |
| Guanyador | 4.   | 1963 | US Championships             | Margaret Smith | Judy Tegart Dalton Ed Rubinoff   | 3−6, 8−6, 6−2 |
| Guanyador | 5.   | 1964 | Australian Championships (2) | Margaret Smith | Jan Lehane Mike Sangster         | 6−4, 6−4      |
| Guanyador | 6.   | 1964 | Internationaux de France (2) | Margaret Smith | Lesley Turner Bowrey Fred Stolle | 6−3, 4−6, 8−6 |
| Finalista | 1.   | 1964 | Wimbledon                    | Margaret Smith | Lesley Turner Bowrey Fred Stolle | 4−6, 4−6      |
| Guanyador | 7.   | 1965 | Internationaux de France (3) | Margaret Court | Maria Bueno John Newcombe        | 6−4, 6−4      |
| Guanyador | 8.   | 1965 | Wimbledon (2)                | Margaret Court | Judy Tegart Dalton Tony Roche    | 12−10, 6−3    |
| Guanyador | 9.   | 1966 | Wimbledon (3)                | Margaret Court | Billie Jean King Dennis Ralston  | 4−6, 6−3, 6−3 |
| Guanyador | 10.  | 1968 | Wimbledon (4)                | Margaret Court | Olga Morozova Alex Metreveli     | 6−1, 14−12    |